# Il vendicatore del Texas (film 1963)
Il vendicatore del Texas (Cattle King) è un film del 1963 diretto da Tay Garnett. Nonostante il titolo italiano, il film non ha molto a che vedere con il Texas, essendo in realtà ambientato nel Wyoming (ma non fu girato nel Wyoming, visto che le riprese furono realizzate in gran parte a Kernville, California).